# アンティオキア攻囲戦 (968年-969年)
968年から969年まで行われたアンティオキア攻囲戦（アンティオキアこういせん、英: Siege of Antioch）では、東ローマ帝国軍がハムダーン朝に攻勢を仕掛け、戦略的に重要なアンティオキアを奪取した。
シリアを略奪した翌年に、東ローマ皇帝ニケフォロス2世フォカスは冬に向けてコンスタンティノープルに帰還することを決断した。しかし、出発する前に、皇帝はアンティオキア付近にバルガス要塞を建築し、ミカエル・ブルツェスを司令官に任命し、ペトルスとともにアンティオキアを包囲攻撃するように命じた。また、皇帝はブルツェスに対して、アンティオキアの構造的な完全性を維持するために力ずくで奪取しないように明確に命じた。しかし、ブルツェスは要塞を奪取するために冬まで待とうとは思わず、皇帝に対して好印象を残し、自分自身で栄光を掴みたいと思い、降伏条件を探るべく守備隊との交渉に入った。その時点では、ペトルスはシリアの司令官Ayšalšとともに周辺地域を急襲していて、おそらく最初にQarghuyahとのやり取りを行った。そこで、ブルツェスは、Kallas towersの司令官Aulaxと同盟を組んだ可能性がある。おそらく、Aulaxは、贈り物と名声と引き換えに、夜中にブルツェスが自らの司令官Sachakios Brachamiosと兵士300人をKallas towersに送り込むのを手助けし、昇る際に、東ローマ帝国軍はアンティオキア外部の守備に対して足掛かりを得ることができた。
外壁を制圧したブルツェスはペトルスに連絡して、アンティオキアを奪取するために呼び戻した。最初、ペトルスは、力ずくで奪取しないようにという皇帝の命令を思い浮かべて躊躇したものの、ブルツェスの要求がより必死になり、兵士が外壁で不利になり始めたので、アンティオキアに戻り奪取の手助けをすることにした。ペトルスは969年10月28日にKallas gatesに接近し、この差し迫った攻撃をみるや、アンティオキア守備隊は撤退し、敗北した。
アンティオキア奪取の後、ブルツェスは皇帝に命令違反で解任され、陰謀に加担して皇帝暗殺に至った。一方、ペトルスはシリアの奥深くに進軍して、アレッポを包囲して奪取し、サファル条約で東ローマ帝国の属国を設立した。